# 나카오 고지
나카오 고지(일본어: 中尾 康二, 1981년 9월 8일~)는 일본의 은퇴한 축구 선수이다. 과거 콘사돌레 삿포로, 요코하마 FC에서 활동하였다.

## 선수 경력
고등학교를 졸업한 후 2000년 J2 리그 클럽 곤사도레 삿포로에 입단했으며, 4월 23일 몬테디오 야마가타 와의 경기에서 후반 77분부터 교체 미드필더로 데뷔했다.
2003년부터 J2로 강등됐지만 수비형 미드필더로 출전해 많은 경기를 뛰었다. 그러나 그는 팀 동료인 아라이 다쓰노리와 함께 음주운전 혐의로 체포 돼 8월 아라이와 함께 구단에서 방출되었다.